# Elecciones municipales de 2019 en la Región de Murcia
Las elecciones municipales de 2019 en la Región de Murcia se celebraron el 26 de mayo de 2019, junto con las elecciones a la Asamblea Regional y al Parlamento Europeo.

## Candidaturas

### Candidaturas conjuntas de Podemos, IU y Equo
Las formaciones Izquierda Unida-Verdes, Podemos y Equo no lograron llegar a un acuerdo para presentarse en coalición en todos los municipios. Como consecuencia, surgieron diversas candidaturas, quedando así:
| Municipio              | Candidatura                                              | Integrada por                                  |
| ---------------------- | -------------------------------------------------------- | ---------------------------------------------- |
| Murcia                 | Podemos Equo                                             | Podemos, Equo                                  |
| Murcia                 | Cambiemos Murcia                                         | IUVRM, Anticapitalistas, independientes        |
| Cartagena              | Unidas Podemos Izquierda Unida-Verdes Equo               | IUVRM, Podemos, Equo                           |
| Lorca                  | Podemos Equo                                             | Podemos, Equo                                  |
| Lorca                  | Izquierda Unida-Verdes Lorca.CR                          | IUVRM                                          |
| Molina de Segura       | Podemos Equo                                             | Podemos, Equo                                  |
| Molina de Segura       | Izquierda Unida-Verdes Molina de Segura.CR               | IUVRM                                          |
| Alcantarilla           | Podemos                                                  | Podemos                                        |
| Alcantarilla           | Izquierda Unida-Verdes Alcantarilla.CR                   | IUVRM                                          |
| Torre-Pacheco          | Podemos                                                  | Podemos                                        |
| Torre-Pacheco          | Izquierda Unida-Verdes Torre-Pacheco.CR                  | IUVRM                                          |
| Águilas                | Podemos                                                  | Podemos                                        |
| Águilas                | Izquierda Unida-Verdes Águilas.CR                        | IUVRM                                          |
| Cieza                  | Podemos                                                  | Podemos                                        |
| Cieza                  | Izquierda Unida-Verdes Cieza.CR                          | IUVRM                                          |
| Yecla                  | Izquierda Unida-Verdes Yecla.CR                          | IUVRM                                          |
| San Javier             | Unidas Podemos Izquierda Unida-Verdes                    | IUVRM, Podemos                                 |
| Totana                 | Ganar Totana Izquierda Unida-Verdes Totana.CR            | IUVRM                                          |
| Mazarrón               | Podemos                                                  | Podemos                                        |
| Mazarrón               | Izquierda Unida-Verdes Mazarrón.CR                       | IUVRM                                          |
| Caravaca de la Cruz    | Unidas Caravaca: Izquierda Unida-Verdes + Podemos        | IUVRM, Podemos                                 |
| Jumilla                | Podemos                                                  | Podemos                                        |
| Jumilla                | Izquierda Unida-Verdes Jumilla.CR                        | IUVRM                                          |
| San Pedro del Pinatar  | Podemos                                                  | Podemos                                        |
| San Pedro del Pinatar  | Izquierda Unida-Verdes San Pedro del Pinatar.CR          | IUVRM                                          |
| Alhama de Murcia       | Podemos                                                  | Podemos                                        |
| Alhama de Murcia       | Izquierda Unida-Verdes Alhama.CR                         | IUVRM                                          |
| Las Torres de Cotillas | Podemos                                                  | Podemos                                        |
| Las Torres de Cotillas | Cambiar Las Torres de Cotillas Izquierda Unida-Verdes.CR | IUVRM                                          |
| La Unión               | Podemos                                                  | Podemos                                        |
| La Unión               | Izquierda Unida-Verdes La Unión.CR                       | IUVRM                                          |
| Archena                | Unidas Archena: Izquierda Unida-Verdes + Podemos         | IUVRM, Podemos                                 |
| Mula                   | Izquierda Unida-Verdes Mula.CR                           | IUVRM                                          |
| Fuente Álamo de Murcia | Unidas Podemos Izquierda Unida-Verdes                    | IUVRM, Podemos                                 |
| Santomera              | Alternativa por Santomera: IU-Verdes + MOS + Equo        | IUVRM, Podemos, MOvimiento por Santomera, Equo |
| Los Alcázares          | Podemos                                                  | Podemos                                        |
| Los Alcázares          | Izquierda Unida-Verdes Los Alcázares.CR                  | IUVRM                                          |
| Cehegín                | Unidas Podemos Izquierda Unida-Verdes                    | IUVRM, Podemos                                 |
| Puerto Lumbreras       | Podemos                                                  | Podemos                                        |
| Puerto Lumbreras       | Izquierda Unida-Verdes Puerto Lumbreras.CR               | IUVRM                                          |
| Abarán                 | Izquierda Unida-Verdes Abarán.CR                         | IUVRM                                          |
| Ceutí                  | Unidas Podemos + Izquierda Unida-Verdes                  | IUVRM, Podemos                                 |
| Bullas                 | Izquierda Unida-Verdes Bullas.CR                         | IUVRM                                          |
| Beniel                 | Podemos                                                  | Podemos                                        |
| Calasparra             | Izquierda Unida-Verdes Calasparra.CR                     | IUVRM                                          |
| Fortuna                | Unidas por Fortuna Podemos + Izquierda Unida-Verdes      | IUVRM, Podemos                                 |
| Alguazas               | Izquierda Unida-Verdes Alguazas.CR                       | IUVRM                                          |
| Moratalla              | Ganar Moratalla Izquierda Unida-Verdes.CR                | IUVRM                                          |
| Blanca                 | Blanca lo Primero                                        | Podemos                                        |
| Pliego                 | Izquierda Unida-Verdes Pliego.CR                         | IUVRM                                          |
| Campos del Río         | Izquierda Unida-Verdes Campos del Río.CR                 | IUVRM                                          |

## Resultados

### Resultados globales
Resultados provisionales actualizados a fecha de 30 de mayo de 2019.
| Candidatura              | Candidatura                                            | Votos     | %                                      | Concejales                             | Concejales                             |
| Candidatura              | Candidatura                                            | Votos     | %                                      | Total                                  | +/-                                    |
| ------------------------ | ------------------------------------------------------ | --------- | -------------------------------------- | -------------------------------------- | -------------------------------------- |
|                          | Partido Popular (PP)                                   | 218 468   | 33,25                                  | 284                                    | 36                                     |
|                          | Partido Socialista Obrero Español (PSOE)               | 216 146   | 32,9                                   | 324                                    | 66                                     |
|                          | Ciudadanos-Partido de la Ciudadanía (Cs)               | 61 702    | 9,39                                   | 56                                     | 7                                      |
|                          | Vox (Vox)                                              | 47 351    | 7,21                                   | 35                                     | 35                                     |
|                          | Movimiento Ciudadano de Cartagena (MC Cartagena)       | 23 934    | 3,64                                   | 8                                      | 3                                      |
|                          | Izquierda Unida-Verdes                                 | 21 315    | 1,3                                    | 19                                     | 42                                     |
|                          | Podemos                                                | 21 305    | xx                                     | 6                                      | 8                                      |
|                          | Unidas Podemos                                         | 9335      | xx                                     | 5                                      | Nuevo                                  |
|                          | Somos Región                                           | 8479      | 1,29                                   | 4                                      | Nuevo                                  |
|                          | Partido Independiente de Torre-Pacheco (PITP)          | 5067      | 0,77                                   | 9                                      | 2                                      |
|                          | Unión Independiente de Mazarrón (UIDM)                 | 2207      | 0,33                                   | 5                                      | 1                                      |
|                          | Unión Progresista por Librilla (UPrL)                  | 925       | 0,14                                   | 4                                      | 1                                      |
|                          | Alternativa por Santomera (AS)                         | 945       | 0,14                                   | 2                                      | 2                                      |
|                          | Unión y Desarrollo (UYD)                               | 886       | 0,13                                   | 2                                      | 1                                      |
|                          | Ahora Totana (AT)                                      | 833       | 0,13                                   | 1                                      | Nuevo                                  |
|                          | Unidad por Alguazas (UxA)                              | 818       | 0,12                                   | 2                                      | 1                                      |
|                          | Calasparra Viva (CAVV)                                 | 467       | 0,07                                   | 1                                      | 2                                      |
|                          | Ciudadanos Villa de Fuente Álamo (CIFA)                | 386       | 0,06                                   | 1                                      | Sin cambios                            |
|                          | Independientes Unidos por el Municipio Abanilla (IUMA) | 284       | 0,04                                   | 1                                      | Sin cambios                            |
|                          |                                                        |           |                                        |                                        |                                        |
| Votos a candidaturas (C) | Votos a candidaturas (C)                               | xx        | xx                                     | 769                                    | 769                                    |
| Votos en blanco (B)      | Votos en blanco (B)                                    | 3483      | xx                                     | n/a                                    | n/a                                    |
| Votos válidos (C+B)      | Votos válidos (C+B)                                    | xx        | 100,00                                 | 769                                    | 769                                    |
| Votos nulos              | Votos nulos                                            | 4600      | Participación: \| \| 63,73 % \| 1,07 % | Participación: \| \| 63,73 % \| 1,07 % | Participación: \| \| 63,73 % \| 1,07 % |
| Votantes                 | Votantes                                               | 661 577   | Participación: \| \| 63,73 % \| 1,07 % | Participación: \| \| 63,73 % \| 1,07 % | Participación: \| \| 63,73 % \| 1,07 % |
| Electores                | Electores                                              | 1 074 110 | Participación: \| \| 63,73 % \| 1,07 % | Participación: \| \| 63,73 % \| 1,07 % | Participación: \| \| 63,73 % \| 1,07 % |
|                          | 63,73 %                                                |           |                                        |                                        |                                        |

### Resultados por municipio
| Municipio | Municipio                               | Alcalde y gobierno saliente                                                                                  | Candidatura                                                    | Candidatura                                          | Votos  | %     | Concejales  | Concejales  | Alcalde y gobierno electo                                                                  |
| Municipio | Municipio                               | Alcalde y gobierno saliente                                                                                  | Candidatura                                                    | Candidatura                                          | Votos  | %     | Total       | +/-         | Alcalde y gobierno electo                                                                  |
| --------- | --------------------------------------- | --- | -------------------------------------------------------------- | ---------------------------------------------------- | ------ | ----- | ----------- | ----------- | ------------------------------------------------------------------------------------------ |
|           | Murcia 29 concejales                    | - Alcalde: José Ballesta (PP) - Gobierno municipal: PP                                                       |                                                                | Partido Popular (PP)                                 | 72 389 | 34,94 | 11          | 1           | - Alcalde: José Ballesta (PP) - Gobierno municipal: PP + Cs                                |
|           | Murcia 29 concejales                    | - Alcalde: José Ballesta (PP) - Gobierno municipal: PP                                                       | Partido Socialista Obrero Español (PSOE)                       | 59 907                                               | 28,91  | 9     | 3           |             | - Alcalde: José Ballesta (PP) - Gobierno municipal: PP + Cs                                |
|           | Murcia 29 concejales                    | - Alcalde: José Ballesta (PP) - Gobierno municipal: PP                                                       | Ciudadanos-Partido de la Ciudadanía (Cs)                       | 27 902                                               | 13,47  | 4     | 1           |             | - Alcalde: José Ballesta (PP) - Gobierno municipal: PP + Cs                                |
|           | Murcia 29 concejales                    | - Alcalde: José Ballesta (PP) - Gobierno municipal: PP                                                       | Vox                                                            | 21 078                                               | 10,17  | 3     | 3           |             | - Alcalde: José Ballesta (PP) - Gobierno municipal: PP + Cs                                |
|           | Murcia 29 concejales                    | - Alcalde: José Ballesta (PP) - Gobierno municipal: PP                                                       | Podemos Equo (Podemos–Equo)                                    | 13 256                                               | 6,40   | 2     | 1           |             | - Alcalde: José Ballesta (PP) - Gobierno municipal: PP + Cs                                |
|           | Cartagena 27 concejales                 | - Alcaldesa: Ana Belén Castejón (PSOE) - Gobierno municipal: PSOE                                            |                                                                | Movimiento Ciudadano de Cartagena (MC Cartagena)     | 23 934 | 27,44 | 8           | 3           | - Alcaldesa: Ana Belén Castejón (No Adscrita) - Gobierno municipal: PP + No Adscritos + Cs |
|           | Cartagena 27 concejales                 | - Alcaldesa: Ana Belén Castejón (PSOE) - Gobierno municipal: PSOE                                            | Partido Popular (PP)                                           | 22 212                                               | 25,47  | 7     | 3           |             | - Alcaldesa: Ana Belén Castejón (No Adscrita) - Gobierno municipal: PP + No Adscritos + Cs |
|           | Cartagena 27 concejales                 | - Alcaldesa: Ana Belén Castejón (PSOE) - Gobierno municipal: PSOE                                            | Partido Socialista Obrero Español (PSOE)                       | 18 902                                               | 21,67  | 6     | Sin cambios |             | - Alcaldesa: Ana Belén Castejón (No Adscrita) - Gobierno municipal: PP + No Adscritos + Cs |
|           | Cartagena 27 concejales                 | - Alcaldesa: Ana Belén Castejón (PSOE) - Gobierno municipal: PSOE                                            | Ciudadanos-Partido de la Ciudadanía (Cs)                       | 7143                                                 | 8,19   | 2     | 1           |             | - Alcaldesa: Ana Belén Castejón (No Adscrita) - Gobierno municipal: PP + No Adscritos + Cs |
|           | Cartagena 27 concejales                 | - Alcaldesa: Ana Belén Castejón (PSOE) - Gobierno municipal: PSOE                                            | Vox                                                            | 6938                                                 | 7,96   | 2     | 2           |             | - Alcaldesa: Ana Belén Castejón (No Adscrita) - Gobierno municipal: PP + No Adscritos + Cs |
|           | Cartagena 27 concejales                 | - Alcaldesa: Ana Belén Castejón (PSOE) - Gobierno municipal: PSOE                                            | Unidas Podemos Izquierda Unida-Verdes Equo (Podemos-IUV-Equo)  | 6041                                                 | 6,93   | 2     | Nuevo       |             | - Alcaldesa: Ana Belén Castejón (No Adscrita) - Gobierno municipal: PP + No Adscritos + Cs |
|           | Lorca 25 concejales                     | - Alcalde: Fulgencio Gil (PP) - Gobierno municipal: PP                                                       |                                                                | Partido Popular (PP)                                 | 14 472 | 37,53 | 10          | 3           | - Alcalde: Diego José Mateos (PSOE) - Gobierno municipal: PSOE + IU-V + Cs                 |
|           | Lorca 25 concejales                     | - Alcalde: Fulgencio Gil (PP) - Gobierno municipal: PP                                                       | Partido Socialista Obrero Español (PSOE)                       | 13 957                                               | 35,71  | 10    | 2           |             | - Alcalde: Diego José Mateos (PSOE) - Gobierno municipal: PSOE + IU-V + Cs                 |
|           | Lorca 25 concejales                     | - Alcalde: Fulgencio Gil (PP) - Gobierno municipal: PP                                                       | Izquierda Unida-Verdes Lorca.CR (IU-V.CR)                      | 2953                                                 | 7,63   | 2     | 1           |             | - Alcalde: Diego José Mateos (PSOE) - Gobierno municipal: PSOE + IU-V + Cs                 |
|           | Lorca 25 concejales                     | - Alcalde: Fulgencio Gil (PP) - Gobierno municipal: PP                                                       | Vox                                                            | 2920                                                 | 7,55   | 2     | 2           |             | - Alcalde: Diego José Mateos (PSOE) - Gobierno municipal: PSOE + IU-V + Cs                 |
|           | Lorca 25 concejales                     | - Alcalde: Fulgencio Gil (PP) - Gobierno municipal: PP                                                       | Ciudadanos-Partido de la Ciudadanía (Cs)                       | 2091                                                 | 5,40   | 1     | Sin cambios |             | - Alcalde: Diego José Mateos (PSOE) - Gobierno municipal: PSOE + IU-V + Cs                 |
|           | Molina de Segura 25 concejales          | - Alcaldesa: Esther Clavero (PSOE) - Gobierno municipal: PSOE + Cambiar Molina + Ganar Molina + No Adscritos |                                                                | Partido Socialista Obrero Español (PSOE)             | 13 491 | 42,96 | 12          | 5           | - Alcaldesa: Esther Clavero (PSOE) - Gobierno municipal: PSOE + Podemos-Equo               |
|           | Molina de Segura 25 concejales          | - Alcaldesa: Esther Clavero (PSOE) - Gobierno municipal: PSOE + Cambiar Molina + Ganar Molina + No Adscritos | Partido Popular (PP)                                           | 8610                                                 | 27,42  | 7     | 2           |             | - Alcaldesa: Esther Clavero (PSOE) - Gobierno municipal: PSOE + Podemos-Equo               |
|           | Molina de Segura 25 concejales          | - Alcaldesa: Esther Clavero (PSOE) - Gobierno municipal: PSOE + Cambiar Molina + Ganar Molina + No Adscritos | Ciudadanos-Partido de la Ciudadanía (Cs)                       | 3584                                                 | 11,41  | 3     | 2           |             | - Alcaldesa: Esther Clavero (PSOE) - Gobierno municipal: PSOE + Podemos-Equo               |
|           | Molina de Segura 25 concejales          | - Alcaldesa: Esther Clavero (PSOE) - Gobierno municipal: PSOE + Cambiar Molina + Ganar Molina + No Adscritos | Vox                                                            | 2755                                                 | 8,77   | 2     | 2           |             | - Alcaldesa: Esther Clavero (PSOE) - Gobierno municipal: PSOE + Podemos-Equo               |
|           | Molina de Segura 25 concejales          | - Alcaldesa: Esther Clavero (PSOE) - Gobierno municipal: PSOE + Cambiar Molina + Ganar Molina + No Adscritos | Podemos Equo (Podemos–Equo)                                    | 1578                                                 | 5,02   | 1     | 3           |             | - Alcaldesa: Esther Clavero (PSOE) - Gobierno municipal: PSOE + Podemos-Equo               |
|           | Alcantarilla 21 concejales              | - Alcalde: Joaquín Buendía (PP) - Gobierno municipal: PP                                                     |                                                                | Partido Popular (PP)                                 | 9472   | 51,43 | 12          | 4           | - Alcalde: Joaquín Buendía (PP) - Gobierno municipal: PP                                   |
|           | Alcantarilla 21 concejales              | - Alcalde: Joaquín Buendía (PP) - Gobierno municipal: PP                                                     | Partido Socialista Obrero Español (PSOE)                       | 4675                                                 | 25,39  | 6     | 1           |             | - Alcalde: Joaquín Buendía (PP) - Gobierno municipal: PP                                   |
|           | Alcantarilla 21 concejales              | - Alcalde: Joaquín Buendía (PP) - Gobierno municipal: PP                                                     | Ciudadanos-Partido de la Ciudadanía (Cs)                       | 1465                                                 | 7,96   | 2     | 2           |             | - Alcalde: Joaquín Buendía (PP) - Gobierno municipal: PP                                   |
|           | Alcantarilla 21 concejales              | - Alcalde: Joaquín Buendía (PP) - Gobierno municipal: PP                                                     | Vox                                                            | 1065                                                 | 5,78   | 1     | Nuevo       |             | - Alcalde: Joaquín Buendía (PP) - Gobierno municipal: PP                                   |
|           | Torre Pacheco 21 concejales             | - Alcalde: Antonio León (PITP) - Gobierno municipal: PITP + PSOE                                             |                                                                | Partido Independiente de Torre Pacheco (PITP)        | 5067   | 40,48 | 9           | 2           | - Alcalde: Antonio León (PITP) - Gobierno municipal: PITP + PSOE                           |
|           | Torre Pacheco 21 concejales             | - Alcalde: Antonio León (PITP) - Gobierno municipal: PITP + PSOE                                             | Partido Socialista Obrero Español (PSOE)                       | 2557                                                 | 20,43  | 5     | 1           |             | - Alcalde: Antonio León (PITP) - Gobierno municipal: PITP + PSOE                           |
|           | Torre Pacheco 21 concejales             | - Alcalde: Antonio León (PITP) - Gobierno municipal: PITP + PSOE                                             | Vox                                                            | 1634                                                 | 13,05  | 3     | Nuevo       |             | - Alcalde: Antonio León (PITP) - Gobierno municipal: PITP + PSOE                           |
|           | Torre Pacheco 21 concejales             | - Alcalde: Antonio León (PITP) - Gobierno municipal: PITP + PSOE                                             | Partido Popular (PP)                                           | 1601                                                 | 12,79  | 3     | 5           |             | - Alcalde: Antonio León (PITP) - Gobierno municipal: PITP + PSOE                           |
|           | Torre Pacheco 21 concejales             | - Alcalde: Antonio León (PITP) - Gobierno municipal: PITP + PSOE                                             | Somos Región (Somos Región)                                    | 769                                                  | 6,14   | 1     | Nuevo       |             | - Alcalde: Antonio León (PITP) - Gobierno municipal: PITP + PSOE                           |
|           | Águilas 21 concejales                   | - Alcaldesa: María del Carmen Moreno (PSOE) - Gobierno municipal: PSOE + Ganar Águilas                       |                                                                | Partido Socialista Obrero Español (PSOE)             | 7964   | 53,76 | 13          | 3           | - Alcaldesa: María del Carmen Moreno (PSOE) - Gobierno municipal: PSOE                     |
|           | Águilas 21 concejales                   | - Alcaldesa: María del Carmen Moreno (PSOE) - Gobierno municipal: PSOE + Ganar Águilas                       | Partido Popular (PP)                                           | 3911                                                 | 26,40  | 6     | 3           |             | - Alcaldesa: María del Carmen Moreno (PSOE) - Gobierno municipal: PSOE                     |
|           | Águilas 21 concejales                   | - Alcaldesa: María del Carmen Moreno (PSOE) - Gobierno municipal: PSOE + Ganar Águilas                       | Vox                                                            | 870                                                  | 5,87   | 1     | Nuevo       |             | - Alcaldesa: María del Carmen Moreno (PSOE) - Gobierno municipal: PSOE                     |
|           | Águilas 21 concejales                   | - Alcaldesa: María del Carmen Moreno (PSOE) - Gobierno municipal: PSOE + Ganar Águilas                       | Ciudadanos-Partido de la Ciudadanía (Cs)                       | 793                                                  | 5,35   | 1     | 1           |             | - Alcaldesa: María del Carmen Moreno (PSOE) - Gobierno municipal: PSOE                     |
|           | Cieza 21 concejales                     | - Alcalde: Pascual Lucas (PSOE) - Gobierno municipal: PSOE + Ganar Cieza + Cieza Puede                       |                                                                | Partido Socialista Obrero Español (PSOE)             | 5832   | 39,64 | 10          | 4           | - Alcalde: Pascual Lucas (PSOE) - Gobierno municipal: PSOE + IU-Verdes Cieza               |
|           | Cieza 21 concejales                     | - Alcalde: Pascual Lucas (PSOE) - Gobierno municipal: PSOE + Ganar Cieza + Cieza Puede                       | Partido Popular (PP)                                           | 3275                                                 | 22,26  | 5     | 3           |             | - Alcalde: Pascual Lucas (PSOE) - Gobierno municipal: PSOE + IU-Verdes Cieza               |
|           | Cieza 21 concejales                     | - Alcalde: Pascual Lucas (PSOE) - Gobierno municipal: PSOE + Ganar Cieza + Cieza Puede                       | Izquierda Unida-Verdes Cieza.CR (IU-V.CR)                      | 1204                                                 | 8,18   | 2     | 1           |             | - Alcalde: Pascual Lucas (PSOE) - Gobierno municipal: PSOE + IU-Verdes Cieza               |
|           | Cieza 21 concejales                     | - Alcalde: Pascual Lucas (PSOE) - Gobierno municipal: PSOE + Ganar Cieza + Cieza Puede                       | Vox                                                            | 1145                                                 | 7,78   | 2     | Nuevo       |             | - Alcalde: Pascual Lucas (PSOE) - Gobierno municipal: PSOE + IU-Verdes Cieza               |
|           | Cieza 21 concejales                     | - Alcalde: Pascual Lucas (PSOE) - Gobierno municipal: PSOE + Ganar Cieza + Cieza Puede                       | Ciudadanos-Partido de la Ciudadanía (Cs)                       | 1140                                                 | 7,75   | 2     | 1           |             | - Alcalde: Pascual Lucas (PSOE) - Gobierno municipal: PSOE + IU-Verdes Cieza               |
|           | Yecla 21 concejales                     | - Alcalde: Marcos Ortuño (PP) - Gobierno municipal: PP                                                       |                                                                | Partido Popular (PP)                                 | 9495   | 53,07 | 12          | 1           | - Alcalde: Marcos Ortuño (PP) - Gobierno municipal: PP                                     |
|           | Yecla 21 concejales                     | - Alcalde: Marcos Ortuño (PP) - Gobierno municipal: PP                                                       | Partido Socialista Obrero Español (PSOE)                       | 4602                                                 | 25,72  | 5     | 1           |             | - Alcalde: Marcos Ortuño (PP) - Gobierno municipal: PP                                     |
|           | Yecla 21 concejales                     | - Alcalde: Marcos Ortuño (PP) - Gobierno municipal: PP                                                       | Izquierda Unida-Verdes Yecla.CR (IU-V.CR)                      | 1955                                                 | 10,93  | 2     | 1           |             | - Alcalde: Marcos Ortuño (PP) - Gobierno municipal: PP                                     |
|           | Yecla 21 concejales                     | - Alcalde: Marcos Ortuño (PP) - Gobierno municipal: PP                                                       | Ciudadanos-Partido de la Ciudadanía (Cs)                       | 1690                                                 | 9,45   | 2     | 1           |             | - Alcalde: Marcos Ortuño (PP) - Gobierno municipal: PP                                     |
|           | San Javier 21 concejales                | - Alcalde: José Miguel Luengo (PP) - Gobierno municipal: PP                                                  |                                                                | Partido Popular (PP)                                 | 5541   | 45,40 | 11          | 1           | - Alcalde: José Miguel Luengo (PP) - Gobierno municipal: PP                                |
|           | San Javier 21 concejales                | - Alcalde: José Miguel Luengo (PP) - Gobierno municipal: PP                                                  | Partido Socialista Obrero Español (PSOE)                       | 2672                                                 | 21,89  | 5     | 1           |             | - Alcalde: José Miguel Luengo (PP) - Gobierno municipal: PP                                |
|           | San Javier 21 concejales                | - Alcalde: José Miguel Luengo (PP) - Gobierno municipal: PP                                                  | Ciudadanos-Partido de la Ciudadanía (Cs)                       | 1155                                                 | 9,46   | 2     | 1           |             | - Alcalde: José Miguel Luengo (PP) - Gobierno municipal: PP                                |
|           | San Javier 21 concejales                | - Alcalde: José Miguel Luengo (PP) - Gobierno municipal: PP                                                  | Vox                                                            | 948                                                  | 7,77   | 2     | 2           |             | - Alcalde: José Miguel Luengo (PP) - Gobierno municipal: PP                                |
|           | San Javier 21 concejales                | - Alcalde: José Miguel Luengo (PP) - Gobierno municipal: PP                                                  | Unidas Podemos Izquierda Unida-Verdes (Podemos-IU)             | 838                                                  | 6,87   | 1     | Nuevo       |             | - Alcalde: José Miguel Luengo (PP) - Gobierno municipal: PP                                |
|           | Totana 21 concejales                    | - Alcalde: Andrés García (PSOE) - Gobierno municipal: PSOE + Ganar Totana                                    |                                                                | Ganar Totana - Izquierda Unida-Verdes.CR (GT-IUV.CR) | 3343   | 27,41 | 6           | Sin cambios | - Alcalde: Juan José Cánovas (Ganar Totana) - Gobierno municipal: GT-IUV + PSOE            |
|           | Totana 21 concejales                    | - Alcalde: Andrés García (PSOE) - Gobierno municipal: PSOE + Ganar Totana                                    | Partido Popular (PP)                                           | 3269                                                 | 26,80  | 6     | 2           |             | - Alcalde: Juan José Cánovas (Ganar Totana) - Gobierno municipal: GT-IUV + PSOE            |
|           | Totana 21 concejales                    | - Alcalde: Andrés García (PSOE) - Gobierno municipal: PSOE + Ganar Totana                                    | Partido Socialista Obrero Español (PSOE)                       | 2435                                                 | 19,97  | 5     | 1           |             | - Alcalde: Juan José Cánovas (Ganar Totana) - Gobierno municipal: GT-IUV + PSOE            |
|           | Totana 21 concejales                    | - Alcalde: Andrés García (PSOE) - Gobierno municipal: PSOE + Ganar Totana                                    | Vox                                                            | 1255                                                 | 10,29  | 2     | Nuevo       |             | - Alcalde: Juan José Cánovas (Ganar Totana) - Gobierno municipal: GT-IUV + PSOE            |
|           | Totana 21 concejales                    | - Alcalde: Andrés García (PSOE) - Gobierno municipal: PSOE + Ganar Totana                                    | Ahora Totana (AT)                                              | 833                                                  | 6,83   | 1     | Nuevo       |             | - Alcalde: Juan José Cánovas (Ganar Totana) - Gobierno municipal: GT-IUV + PSOE            |
|           | Totana 21 concejales                    | - Alcalde: Andrés García (PSOE) - Gobierno municipal: PSOE + Ganar Totana                                    | Ciudadanos-Partido de la Ciudadanía (Cs)                       | 813                                                  | 6,67   | 1     | Sin cambios |             | - Alcalde: Juan José Cánovas (Ganar Totana) - Gobierno municipal: GT-IUV + PSOE            |
|           | Mazarrón 21 concejales                  | - Alcaldesa: Alicia Jiménez (PP) - Gobierno municipal: PP                                                    |                                                                | Partido Popular (PP)                                 | 2821   | 24,72 | 7           | Sin cambios | - Alcalde: Gaspar Miras (PSOE) - Gobierno municipal: PSOE + UIDM                           |
|           | Mazarrón 21 concejales                  | - Alcaldesa: Alicia Jiménez (PP) - Gobierno municipal: PP                                                    | Partido Socialista Obrero Español (PSOE)                       | 2723                                                 | 23,86  | 6     | 3           |             | - Alcalde: Gaspar Miras (PSOE) - Gobierno municipal: PSOE + UIDM                           |
|           | Mazarrón 21 concejales                  | - Alcaldesa: Alicia Jiménez (PP) - Gobierno municipal: PP                                                    | Unión Independiente de Mazarrón (UIDM)                         | 2207                                                 | 19,34  | 5     | 1           |             | - Alcalde: Gaspar Miras (PSOE) - Gobierno municipal: PSOE + UIDM                           |
|           | Mazarrón 21 concejales                  | - Alcaldesa: Alicia Jiménez (PP) - Gobierno municipal: PP                                                    | Ciudadanos-Partido de la Ciudadanía (Cs)                       | 976                                                  | 8,55   | 2     | 1           |             | - Alcalde: Gaspar Miras (PSOE) - Gobierno municipal: PSOE + UIDM                           |
|           | Mazarrón 21 concejales                  | - Alcaldesa: Alicia Jiménez (PP) - Gobierno municipal: PP                                                    | Vox                                                            | 652                                                  | 5,71   | 1     | Nuevo       |             | - Alcalde: Gaspar Miras (PSOE) - Gobierno municipal: PSOE + UIDM                           |
|           | Caravaca de la Cruz 21 concejales       | - Alcalde: José Moreno (PSOE) - Gobierno municipal: PSOE                                                     |                                                                | Partido Socialista Obrero Español (PSOE)             | 5159   | 41,61 | 10          | 1           | - Alcalde: José Francisco García (PP) - Gobierno municipal: PP + Cs                        |
|           | Caravaca de la Cruz 21 concejales       | - Alcalde: José Moreno (PSOE) - Gobierno municipal: PSOE                                                     | Partido Popular (PP)                                           | 4966                                                 | 40,06  | 9     | 1           |             | - Alcalde: José Francisco García (PP) - Gobierno municipal: PP + Cs                        |
|           | Caravaca de la Cruz 21 concejales       | - Alcalde: José Moreno (PSOE) - Gobierno municipal: PSOE                                                     | Ciudadanos-Partido de la Ciudadanía (Cs)                       | 1062                                                 | 8,57   | 2     | Sin cambios |             | - Alcalde: José Francisco García (PP) - Gobierno municipal: PP + Cs                        |
|           | Jumilla 21 concejales                   | - Alcaldesa: Juana Guardiola (PSOE) - Gobierno municipal: PSOE                                               |                                                                | Partido Socialista Obrero Español (PSOE)             | 4672   | 45,69 | 11          | 1           | - Alcaldesa: Juana Guardiola (PSOE) - Gobierno municipal: PSOE                             |
|           | Jumilla 21 concejales                   | - Alcaldesa: Juana Guardiola (PSOE) - Gobierno municipal: PSOE                                               | Partido Popular (PP)                                           | 3750                                                 | 36,67  | 9     | 1           |             | - Alcaldesa: Juana Guardiola (PSOE) - Gobierno municipal: PSOE                             |
|           | Jumilla 21 concejales                   | - Alcaldesa: Juana Guardiola (PSOE) - Gobierno municipal: PSOE                                               | Ciudadanos-Partido de la Ciudadanía (Cs)                       | 707                                                  | 6,91   | 1     | 1           |             | - Alcaldesa: Juana Guardiola (PSOE) - Gobierno municipal: PSOE                             |
|           | San Pedro del Pinatar 21 concejales     | - Alcaldesa: Visitación Martínez (PP) - Gobierno municipal: PP                                               |                                                                | Partido Popular (PP)                                 | 4168   | 45,02 | 11          | 1           | - Alcaldesa: Visitación Martínez (PP) - Gobierno municipal: PP                             |
|           | San Pedro del Pinatar 21 concejales     | - Alcaldesa: Visitación Martínez (PP) - Gobierno municipal: PP                                               | Partido Socialista Obrero Español (PSOE)                       | 2037                                                 | 22,00  | 5     | Sin cambios |             | - Alcaldesa: Visitación Martínez (PP) - Gobierno municipal: PP                             |
|           | San Pedro del Pinatar 21 concejales     | - Alcaldesa: Visitación Martínez (PP) - Gobierno municipal: PP                                               | Ciudadanos-Partido de la Ciudadanía (Cs)                       | 1446                                                 | 15,62  | 3     | Sin cambios |             | - Alcaldesa: Visitación Martínez (PP) - Gobierno municipal: PP                             |
|           | San Pedro del Pinatar 21 concejales     | - Alcaldesa: Visitación Martínez (PP) - Gobierno municipal: PP                                               | Vox                                                            | 1014                                                 | 10,95  | 2     | 2           |             | - Alcaldesa: Visitación Martínez (PP) - Gobierno municipal: PP                             |
|           | Alhama de Murcia 21 concejales          | - Alcaldesa: Mariola Guevara (PSOE) - Gobierno municipal: PSOE                                               |                                                                | Partido Socialista Obrero Español (PSOE)             | 4050   | 43,12 | 11          | 2           | - Alcaldesa: Mariola Guevara (PSOE) - Gobierno municipal: PSOE                             |
|           | Alhama de Murcia 21 concejales          | - Alcaldesa: Mariola Guevara (PSOE) - Gobierno municipal: PSOE                                               | Partido Popular (PP)                                           | 2136                                                 | 22,74  | 5     | 2           |             | - Alcaldesa: Mariola Guevara (PSOE) - Gobierno municipal: PSOE                             |
|           | Alhama de Murcia 21 concejales          | - Alcaldesa: Mariola Guevara (PSOE) - Gobierno municipal: PSOE                                               | Ciudadanos-Partido de la Ciudadanía (Cs)                       | 1019                                                 | 10,85  | 2     | Sin cambios |             | - Alcaldesa: Mariola Guevara (PSOE) - Gobierno municipal: PSOE                             |
|           | Alhama de Murcia 21 concejales          | - Alcaldesa: Mariola Guevara (PSOE) - Gobierno municipal: PSOE                                               | Vox                                                            | 925                                                  | 9,85   | 2     | Nuevo       |             | - Alcaldesa: Mariola Guevara (PSOE) - Gobierno municipal: PSOE                             |
|           | Alhama de Murcia 21 concejales          | - Alcaldesa: Mariola Guevara (PSOE) - Gobierno municipal: PSOE                                               | Izquierda Unida-Verdes Alhama.CR (IU-V.CR)                     | 647                                                  | 6,89   | 1     | 2           |             | - Alcaldesa: Mariola Guevara (PSOE) - Gobierno municipal: PSOE                             |
|           | Las Torres de Cotillas 21 concejales    | - Alcaldesa: Isabel María Zapata (PP) - Gobierno municipal: PP                                               |                                                                | Partido Socialista Obrero Español (PSOE)             | 3681   | 38,41 | 9           | 4           | - Alcalde: Joaquín Vela (PSOE) - Gobierno municipal: PSOE + Cs                             |
|           | Las Torres de Cotillas 21 concejales    | - Alcaldesa: Isabel María Zapata (PP) - Gobierno municipal: PP                                               | Partido Popular (PP)                                           | 3263                                                 | 34,05  | 8     | 2           |             | - Alcalde: Joaquín Vela (PSOE) - Gobierno municipal: PSOE + Cs                             |
|           | Las Torres de Cotillas 21 concejales    | - Alcaldesa: Isabel María Zapata (PP) - Gobierno municipal: PP                                               | Ciudadanos-Partido de la Ciudadanía (Cs)                       | 1195                                                 | 12,47  | 2     | 2           |             | - Alcalde: Joaquín Vela (PSOE) - Gobierno municipal: PSOE + Cs                             |
|           | Las Torres de Cotillas 21 concejales    | - Alcaldesa: Isabel María Zapata (PP) - Gobierno municipal: PP                                               | Vox                                                            | 847                                                  | 8,84   | 2     | Nuevo       |             | - Alcalde: Joaquín Vela (PSOE) - Gobierno municipal: PSOE + Cs                             |
|           | La Unión 17 concejales                  | - Alcalde: Pedro López (PSOE) - Gobierno municipal: PSOE                                                     |                                                                | Partido Socialista Obrero Español (PSOE)             | 3925   | 46,14 | 9           | 1           | - Alcalde: Pedro López (PSOE) - Gobierno municipal: PSOE                                   |
|           | La Unión 17 concejales                  | - Alcalde: Pedro López (PSOE) - Gobierno municipal: PSOE                                                     | Partido Popular (PP)                                           | 2514                                                 | 29,56  | 6     | 1           |             | - Alcalde: Pedro López (PSOE) - Gobierno municipal: PSOE                                   |
|           | La Unión 17 concejales                  | - Alcalde: Pedro López (PSOE) - Gobierno municipal: PSOE                                                     | Ciudadanos-Partido de la Ciudadanía (Cs)                       | 796                                                  | 9,36   | 2     | 1           |             | - Alcalde: Pedro López (PSOE) - Gobierno municipal: PSOE                                   |
|           | Archena 17 concejales                   | - Alcaldesa: Patricia Ferndández (PP) - Gobierno municipal: PP                                               |                                                                | Partido Popular (PP)                                 | 4906   | 51,81 | 10          | 1           | - Alcaldesa: Patricia Ferndández (PP) - Gobierno municipal: PP                             |
|           | Archena 17 concejales                   | - Alcaldesa: Patricia Ferndández (PP) - Gobierno municipal: PP                                               | Partido Socialista Obrero Español (PSOE)                       | 2925                                                 | 30,89  | 5     | Sin cambios |             | - Alcaldesa: Patricia Ferndández (PP) - Gobierno municipal: PP                             |
|           | Archena 17 concejales                   | - Alcaldesa: Patricia Ferndández (PP) - Gobierno municipal: PP                                               | Unidas Archena: Izquierda Unida-Verdes + Podemos (IUV-Podemos) | 630                                                  | 6,65   | 1     | Nuevo       |             | - Alcaldesa: Patricia Ferndández (PP) - Gobierno municipal: PP                             |
|           | Archena 17 concejales                   | - Alcaldesa: Patricia Ferndández (PP) - Gobierno municipal: PP                                               | Vox                                                            | 507                                                  | 5,35   | 1     | Nuevo       |             | - Alcaldesa: Patricia Ferndández (PP) - Gobierno municipal: PP                             |
|           | Mula 17 concejales                      | - Alcalde: Juan Jesús Moreno (PSOE) - Gobierno municipal: PSOE                                               |                                                                | Partido Socialista Obrero Español (PSOE)             | 5290   | 62,60 | 12          | 4           | - Alcalde: Juan Jesús Moreno (PSOE) - Gobierno municipal: PSOE                             |
|           | Mula 17 concejales                      | - Alcalde: Juan Jesús Moreno (PSOE) - Gobierno municipal: PSOE                                               | Partido Popular (PP)                                           | 2152                                                 | 25,46  | 4     | 2           |             | - Alcalde: Juan Jesús Moreno (PSOE) - Gobierno municipal: PSOE                             |
|           | Mula 17 concejales                      | - Alcalde: Juan Jesús Moreno (PSOE) - Gobierno municipal: PSOE                                               | Izquierda Unida-Verdes Mula.CR (IU-V.CR)                       | 536                                                  | 6,34   | 1     | 1           |             | - Alcalde: Juan Jesús Moreno (PSOE) - Gobierno municipal: PSOE                             |
|           | Fuente Álamo de Murcia 17 concejales    | - Alcalde: Antonio Jesús García (PSOE) - Gobierno municipal: PSOE                                            |                                                                | Partido Socialista Obrero Español (PSOE)             | 2558   | 40,99 | 7           | 1           | - Alcaldesa: Juana María Martínez (PP) - Gobierno municipal: PP                            |
|           | Fuente Álamo de Murcia 17 concejales    | - Alcalde: Antonio Jesús García (PSOE) - Gobierno municipal: PSOE                                            | Partido Popular (PP)                                           | 1635                                                 | 26,20  | 5     | 2           |             | - Alcaldesa: Juana María Martínez (PP) - Gobierno municipal: PP                            |
|           | Fuente Álamo de Murcia 17 concejales    | - Alcalde: Antonio Jesús García (PSOE) - Gobierno municipal: PSOE                                            | Vox                                                            | 740                                                  | 11,86  | 2     | Nuevo       |             | - Alcaldesa: Juana María Martínez (PP) - Gobierno municipal: PP                            |
|           | Fuente Álamo de Murcia 17 concejales    | - Alcalde: Antonio Jesús García (PSOE) - Gobierno municipal: PSOE                                            | Ciudadanos-Partido de la Ciudadanía (Cs)                       | 711                                                  | 11,39  | 2     | 1           |             | - Alcaldesa: Juana María Martínez (PP) - Gobierno municipal: PP                            |
|           | Fuente Álamo de Murcia 17 concejales    | - Alcalde: Antonio Jesús García (PSOE) - Gobierno municipal: PSOE                                            | Ciudadanos Villa de Fuente Álamo (CIFA)                        | 386                                                  | 6,19   | 1     | Sin cambios |             | - Alcaldesa: Juana María Martínez (PP) - Gobierno municipal: PP                            |
|           | Santomera 17 concejales                 | - Alcaldesa: Inmaculada Sánchez (PSOE) - Gobierno municipal: PSOE                                            |                                                                | Partido Socialista Obrero Español (PSOE)             | 3064   | 41,09 | 7           | 2           | - Alcaldesa: Inmaculada Sánchez (PSOE) - Gobierno municipal: PSOE                          |
|           | Santomera 17 concejales                 | - Alcaldesa: Inmaculada Sánchez (PSOE) - Gobierno municipal: PSOE                                            | Partido Popular (PP)                                           | 2495                                                 | 33,46  | 6     | 1           |             | - Alcaldesa: Inmaculada Sánchez (PSOE) - Gobierno municipal: PSOE                          |
|           | Santomera 17 concejales                 | - Alcaldesa: Inmaculada Sánchez (PSOE) - Gobierno municipal: PSOE                                            | Alternativa por Santomera: IU-Verdes + MOS + Equo (AS)         | 945                                                  | 12,67  | 2     | 2           |             | - Alcaldesa: Inmaculada Sánchez (PSOE) - Gobierno municipal: PSOE                          |
|           | Santomera 17 concejales                 | - Alcaldesa: Inmaculada Sánchez (PSOE) - Gobierno municipal: PSOE                                            | Vox                                                            | 521                                                  | 6,99   | 1     | 1           |             | - Alcaldesa: Inmaculada Sánchez (PSOE) - Gobierno municipal: PSOE                          |
|           | Santomera 17 concejales                 | - Alcaldesa: Inmaculada Sánchez (PSOE) - Gobierno municipal: PSOE                                            | Ciudadanos-Partido de la Ciudadanía (Cs)                       | 385                                                  | 5,16   | 1     | Sin cambios |             | - Alcaldesa: Inmaculada Sánchez (PSOE) - Gobierno municipal: PSOE                          |
|           | Los Alcázares 17 concejales             | - Alcalde: Anastasio Bastida (PP) - Gobierno municipal: PP                                                   |                                                                | Partido Socialista Obrero Español (PSOE)             | 2600   | 47,78 | 9           | 3           | - Alcalde: Mario Cervera (PSOE) - Gobierno municipal: PSOE                                 |
|           | Los Alcázares 17 concejales             | - Alcalde: Anastasio Bastida (PP) - Gobierno municipal: PP                                                   | Partido Popular (PP)                                           | 1815                                                 | 33,35  | 6     | 2           |             | - Alcalde: Mario Cervera (PSOE) - Gobierno municipal: PSOE                                 |
|           | Los Alcázares 17 concejales             | - Alcalde: Anastasio Bastida (PP) - Gobierno municipal: PP                                                   | Ciudadanos-Partido de la Ciudadanía (Cs)                       | 572                                                  | 10,51  | 2     | 1           |             | - Alcalde: Mario Cervera (PSOE) - Gobierno municipal: PSOE                                 |
|           | Cehegín 17 concejales                   | - Alcalde: José Rafael Rocamora (PSOE) - Gobierno municipal: PSOE                                            |                                                                | Partido Socialista Obrero Español (PSOE)             | 3671   | 44,29 | 8           | Sin cambios | - Alcaldesa: Alicia del Amor (PP) - Gobierno municipal: PP + Cs                            |
|           | Cehegín 17 concejales                   | - Alcalde: José Rafael Rocamora (PSOE) - Gobierno municipal: PSOE                                            | Partido Popular (PP)                                           | 2169                                                 | 26,17  | 5     | 1           |             | - Alcaldesa: Alicia del Amor (PP) - Gobierno municipal: PP + Cs                            |
|           | Cehegín 17 concejales                   | - Alcalde: José Rafael Rocamora (PSOE) - Gobierno municipal: PSOE                                            | Ciudadanos-Partido de la Ciudadanía (Cs)                       | 2021                                                 | 24,38  | 4     | 2           |             | - Alcaldesa: Alicia del Amor (PP) - Gobierno municipal: PP + Cs                            |
|           | Puerto Lumbreras 17 concejales          | - Alcaldesa: María Ángeles Túnez (PP) - Gobierno municipal: PP                                               |                                                                | Partido Popular (PP)                                 | 3013   | 39,97 | 8           | 2           | - Alcaldesa: María Ángeles Túnez (PP) - Gobierno municipal: PP + Vox                       |
|           | Puerto Lumbreras 17 concejales          | - Alcaldesa: María Ángeles Túnez (PP) - Gobierno municipal: PP                                               | Partido Socialista Obrero Español (PSOE)                       | 2973                                                 | 39,43  | 7     | 4           |             | - Alcaldesa: María Ángeles Túnez (PP) - Gobierno municipal: PP + Vox                       |
|           | Puerto Lumbreras 17 concejales          | - Alcaldesa: María Ángeles Túnez (PP) - Gobierno municipal: PP                                               | Izquierda Unida-Verdes Puerto Lumbreras.CR (IU-V.CR)           | 534                                                  | 7,08   | 1     | 3           |             | - Alcaldesa: María Ángeles Túnez (PP) - Gobierno municipal: PP + Vox                       |
|           | Puerto Lumbreras 17 concejales          | - Alcaldesa: María Ángeles Túnez (PP) - Gobierno municipal: PP                                               | Vox                                                            | 424                                                  | 5,62   | 1     | Nuevo       |             | - Alcaldesa: María Ángeles Túnez (PP) - Gobierno municipal: PP + Vox                       |
|           | Abarán 17 concejales                    | - Alcalde: José Miguel Manzanares (PP) - Gobierno municipal: PP                                              |                                                                | Partido Socialista Obrero Español (PSOE)             | 2119   | 32,41 | 6           | 1           | - Alcalde: Jesús Gómez (PSOE) - Gobierno municipal: PSOE + UYD + IU-V                      |
|           | Abarán 17 concejales                    | - Alcalde: José Miguel Manzanares (PP) - Gobierno municipal: PP                                              | Partido Popular (PP)                                           | 2089                                                 | 31,95  | 6     | 1           |             | - Alcalde: Jesús Gómez (PSOE) - Gobierno municipal: PSOE + UYD + IU-V                      |
|           | Abarán 17 concejales                    | - Alcalde: José Miguel Manzanares (PP) - Gobierno municipal: PP                                              | Unión y Desarrollo (UYD)                                       | 886                                                  | 13,55  | 2     | 1           |             | - Alcalde: Jesús Gómez (PSOE) - Gobierno municipal: PSOE + UYD + IU-V                      |
|           | Abarán 17 concejales                    | - Alcalde: José Miguel Manzanares (PP) - Gobierno municipal: PP                                              | Izquierda Unida-Verdes Abarán.CR (IU-V.CR)                     | 720                                                  | 11,01  | 2     | 1           |             | - Alcalde: Jesús Gómez (PSOE) - Gobierno municipal: PSOE + UYD + IU-V                      |
|           | Abarán 17 concejales                    | - Alcalde: José Miguel Manzanares (PP) - Gobierno municipal: PP                                              | Vox                                                            | 379                                                  | 5,80   | 1     | Nuevo       |             | - Alcalde: Jesús Gómez (PSOE) - Gobierno municipal: PSOE + UYD + IU-V                      |
|           | Ceutí 17 concejales                     | - Alcalde: Juan Felipe Cano (PP) - Gobierno municipal: PP                                                    |                                                                | Partido Socialista Obrero Español (PSOE)             | 2421   | 40,31 | 8           | 1           | - Alcalde: Juan Felipe Cano (PP) - Gobierno municipal: PP + Cs + Vox                       |
|           | Ceutí 17 concejales                     | - Alcalde: Juan Felipe Cano (PP) - Gobierno municipal: PP                                                    | Partido Popular (PP)                                           | 2318                                                 | 38,59  | 7     | Sin cambios |             | - Alcalde: Juan Felipe Cano (PP) - Gobierno municipal: PP + Cs + Vox                       |
|           | Ceutí 17 concejales                     | - Alcalde: Juan Felipe Cano (PP) - Gobierno municipal: PP                                                    | Ciudadanos-Partido de la Ciudadanía (Cs)                       | 562                                                  | 9,36   | 1     | 2           |             | - Alcalde: Juan Felipe Cano (PP) - Gobierno municipal: PP + Cs + Vox                       |
|           | Ceutí 17 concejales                     | - Alcalde: Juan Felipe Cano (PP) - Gobierno municipal: PP                                                    | Vox                                                            | 406                                                  | 6,76   | 1     | Nuevo       |             | - Alcalde: Juan Felipe Cano (PP) - Gobierno municipal: PP + Cs + Vox                       |
|           | Bullas 17 concejales                    | - Alcaldesa: María Dolores Muñoz (PSOE) - Gobierno municipal: PSOE                                           |                                                                | Partido Socialista Obrero Español (PSOE)             | 3953   | 59,86 | 11          | 3           | - Alcaldesa: María Dolores Muñoz (PSOE) - Gobierno municipal: PSOE                         |
|           | Bullas 17 concejales                    | - Alcaldesa: María Dolores Muñoz (PSOE) - Gobierno municipal: PSOE                                           | Partido Popular (PP)                                           | 1495                                                 | 22,64  | 4     | 2           |             | - Alcaldesa: María Dolores Muñoz (PSOE) - Gobierno municipal: PSOE                         |
|           | Bullas 17 concejales                    | - Alcaldesa: María Dolores Muñoz (PSOE) - Gobierno municipal: PSOE                                           | Vecinos por Bullas (VxB)                                       | 449                                                  | 6,80   | 1     | Nuevo       |             | - Alcaldesa: María Dolores Muñoz (PSOE) - Gobierno municipal: PSOE                         |
|           | Bullas 17 concejales                    | - Alcaldesa: María Dolores Muñoz (PSOE) - Gobierno municipal: PSOE                                           | Ciudadanos-Partido de la Ciudadanía (Cs)                       | 430                                                  | 6,51   | 1     | Nuevo       |             | - Alcaldesa: María Dolores Muñoz (PSOE) - Gobierno municipal: PSOE                         |
|           | Beniel 17 concejales                    | - Alcaldesa: María del Carmen Morales (PSOE) - Gobierno municipal: PSOE                                      |                                                                | Partido Socialista Obrero Español (PSOE)             | 2674   | 52,47 | 10          | 2           | - Alcaldesa: María del Carmen Morales (PSOE) - Gobierno municipal: PSOE                    |
|           | Beniel 17 concejales                    | - Alcaldesa: María del Carmen Morales (PSOE) - Gobierno municipal: PSOE                                      | Partido Popular (PP)                                           | 1484                                                 | 29,12  | 5     | 1           |             | - Alcaldesa: María del Carmen Morales (PSOE) - Gobierno municipal: PSOE                    |
|           | Beniel 17 concejales                    | - Alcaldesa: María del Carmen Morales (PSOE) - Gobierno municipal: PSOE                                      | Ciudadanos-Partido de la Ciudadanía (Cs)                       | 485                                                  | 9,52   | 1     | 2           |             | - Alcaldesa: María del Carmen Morales (PSOE) - Gobierno municipal: PSOE                    |
|           | Beniel 17 concejales                    | - Alcaldesa: María del Carmen Morales (PSOE) - Gobierno municipal: PSOE                                      | Vox                                                            | 328                                                  | 6,44   | 1     | Nuevo       |             | - Alcaldesa: María del Carmen Morales (PSOE) - Gobierno municipal: PSOE                    |
|           | Calasparra 17 concejales                | - Alcalde: José Vélez (PSOE) - Gobierno municipal: PSOE + Ganar Calasparra                                   |                                                                | Partido Socialista Obrero Español (PSOE)             | 2914   | 56,48 | 11          | 3           | - Alcalde: José Vélez (PSOE) - Gobierno municipal: PSOE                                    |
|           | Calasparra 17 concejales                | - Alcalde: José Vélez (PSOE) - Gobierno municipal: PSOE + Ganar Calasparra                                   | Partido Popular (PP)                                           | 1305                                                 | 25,30  | 4     | 1           |             | - Alcalde: José Vélez (PSOE) - Gobierno municipal: PSOE                                    |
|           | Calasparra 17 concejales                | - Alcalde: José Vélez (PSOE) - Gobierno municipal: PSOE + Ganar Calasparra                                   | Calasparra Viva (CAVV)                                         | 467                                                  | 9,05   | 1     | 2           |             | - Alcalde: José Vélez (PSOE) - Gobierno municipal: PSOE                                    |
|           | Calasparra 17 concejales                | - Alcalde: José Vélez (PSOE) - Gobierno municipal: PSOE + Ganar Calasparra                                   | Ciudadanos-Partido de la Ciudadanía (Cs)                       | 298                                                  | 5,78   | 1     | 1           |             | - Alcalde: José Vélez (PSOE) - Gobierno municipal: PSOE                                    |
|           | Fortuna 17 concejales                   | - Alcalde: José Enrique Gil (PSOE) - Gobierno municipal: PSOE + Ganar Fortuna + Ciudadanos                   |                                                                | Partido Popular (PP)                                 | 2387   | 43,89 | 8           | 2           | - Alcaldesa: Finabel Martínez (Cs) - Gobierno municipal: PSOE + Cs + Unidas por Fortuna    |
|           | Fortuna 17 concejales                   | - Alcalde: José Enrique Gil (PSOE) - Gobierno municipal: PSOE + Ganar Fortuna + Ciudadanos                   | Partido Socialista Obrero Español (PSOE)                       | 2134                                                 | 39,24  | 7     | 2           |             | - Alcaldesa: Finabel Martínez (Cs) - Gobierno municipal: PSOE + Cs + Unidas por Fortuna    |
|           | Fortuna 17 concejales                   | - Alcalde: José Enrique Gil (PSOE) - Gobierno municipal: PSOE + Ganar Fortuna + Ciudadanos                   | Ciudadanos-Partido de la Ciudadanía (Cs)                       | 391                                                  | 7,19   | 1     | Sin cambios |             | - Alcaldesa: Finabel Martínez (Cs) - Gobierno municipal: PSOE + Cs + Unidas por Fortuna    |
|           | Fortuna 17 concejales                   | - Alcalde: José Enrique Gil (PSOE) - Gobierno municipal: PSOE + Ganar Fortuna + Ciudadanos                   | Unidas por Fortuna Podemos Izquierda Unida-Verdes (Podemos-IU) | 495                                                  | 9,10   | 1     | Nuevo       |             | - Alcaldesa: Finabel Martínez (Cs) - Gobierno municipal: PSOE + Cs + Unidas por Fortuna    |
|           | Alguazas 13 concejales                  | - Alcalde: Blas Ángel Ruipérez (PSOE) - Gobierno municipal: PSOE                                             |                                                                | Partido Socialista Obrero Español (PSOE)             | 1767   | 39,83 | 6           | 1           | - Alcalde: Blas Ángel Ruipérez (PSOE) - Gobierno municipal: PSOE                           |
|           | Alguazas 13 concejales                  | - Alcalde: Blas Ángel Ruipérez (PSOE) - Gobierno municipal: PSOE                                             | Partido Popular (PP)                                           | 1372                                                 | 30,93  | 5     | Sin cambios |             | - Alcalde: Blas Ángel Ruipérez (PSOE) - Gobierno municipal: PSOE                           |
|           | Alguazas 13 concejales                  | - Alcalde: Blas Ángel Ruipérez (PSOE) - Gobierno municipal: PSOE                                             | Unidad por Alguazas (UxA)                                      | 818                                                  | 18,44  | 2     | 1           |             | - Alcalde: Blas Ángel Ruipérez (PSOE) - Gobierno municipal: PSOE                           |
|           | Moratalla 13 concejales                 | - Alcalde: Jesús Amo (PSOE) - Gobierno municipal: PSOE + Ganar Moratalla                                     |                                                                | Partido Socialista Obrero Español (PSOE)             | 1719   | 43,75 | 6           | 1           | - Alcalde: Jesús Amo (PSOE) - Gobierno municipal: PSOE                                     |
|           | Moratalla 13 concejales                 | - Alcalde: Jesús Amo (PSOE) - Gobierno municipal: PSOE + Ganar Moratalla                                     | Partido Popular (PP)                                           | 1494                                                 | 38,02  | 5     | Sin cambios |             | - Alcalde: Jesús Amo (PSOE) - Gobierno municipal: PSOE                                     |
|           | Moratalla 13 concejales                 | - Alcalde: Jesús Amo (PSOE) - Gobierno municipal: PSOE + Ganar Moratalla                                     | Ganar Moratalla - Izquierda Unida-Verdes.CR (GM-IUV.CR)        | 657                                                  | 16,72  | 2     | 1           |             | - Alcalde: Jesús Amo (PSOE) - Gobierno municipal: PSOE                                     |
|           | Lorquí 13 concejales                    | - Alcalde: Joaquín Hernández (PSOE) - Gobierno municipal: PSOE                                               |                                                                | Partido Socialista Obrero Español (PSOE)             | 2131   | 62,53 | 9           | 1           | - Alcalde: Joaquín Hernández (PSOE) - Gobierno municipal: PSOE                             |
|           | Lorquí 13 concejales                    | - Alcalde: Joaquín Hernández (PSOE) - Gobierno municipal: PSOE                                               | Partido Popular (PP)                                           | 1029                                                 | 30,19  | 4     | Sin cambios |             | - Alcalde: Joaquín Hernández (PSOE) - Gobierno municipal: PSOE                             |
|           | Blanca 13 concejales                    | - Alcaldesa: Esther Ortelano (PP) - Gobierno municipal: PP                                                   |                                                                | Partido Socialista Obrero Español (PSOE)             | 1122   | 30,56 | 5           | 1           | - Alcalde: Pedro Luis Molina (PSOE) - Gobierno municipal: PSOE + Blanca lo Primero         |
|           | Blanca 13 concejales                    | - Alcaldesa: Esther Ortelano (PP) - Gobierno municipal: PP                                                   | Partido Popular (PP)                                           | 1087                                                 | 29,60  | 4     | 2           |             | - Alcalde: Pedro Luis Molina (PSOE) - Gobierno municipal: PSOE + Blanca lo Primero         |
|           | Blanca 13 concejales                    | - Alcaldesa: Esther Ortelano (PP) - Gobierno municipal: PP                                                   | Somos Región (Somos Región)                                    | 556                                                  | 15,14  | 2     | Nuevo       |             | - Alcalde: Pedro Luis Molina (PSOE) - Gobierno municipal: PSOE + Blanca lo Primero         |
|           | Blanca 13 concejales                    | - Alcaldesa: Esther Ortelano (PP) - Gobierno municipal: PP                                                   | Blanca lo Primero (BLP)                                        | 489                                                  | 13,32  | 2     | Sin cambios |             | - Alcalde: Pedro Luis Molina (PSOE) - Gobierno municipal: PSOE + Blanca lo Primero         |
|           | Abanilla 13 concejales                  | - Alcalde: Ezequiel Rafael Alonso (PSOE) - Gobierno municipal: PSOE                                          |                                                                | Partido Socialista Obrero Español (PSOE)             | 1825   | 47,45 | 6           | 1           | - Alcalde: José Antonio Blasco (PP) - Gobierno municipal: PP + IUMA                        |
|           | Abanilla 13 concejales                  | - Alcalde: Ezequiel Rafael Alonso (PSOE) - Gobierno municipal: PSOE                                          | Partido Popular (PP)                                           | 1716                                                 | 44,62  | 6     | 1           |             | - Alcalde: José Antonio Blasco (PP) - Gobierno municipal: PP + IUMA                        |
|           | Abanilla 13 concejales                  | - Alcalde: Ezequiel Rafael Alonso (PSOE) - Gobierno municipal: PSOE                                          | Independientes Unidos por el Municipio Abanilla (IUMA)         | 284                                                  | 7,38   | 1     | Sin cambios |             | - Alcalde: José Antonio Blasco (PP) - Gobierno municipal: PP + IUMA                        |
|           | Librilla 13 concejales                  | - Alcaldesa: María del Mar Hernández (UPrL) - Gobierno municipal: UPrL                                       |                                                                | Partido Popular (PP)                                 | 951    | 32,05 | 5           | 1           | - Alcalde: Francisco Rubio (PP) - Gobierno municipal: PP                                   |
|           | Librilla 13 concejales                  | - Alcaldesa: María del Mar Hernández (UPrL) - Gobierno municipal: UPrL                                       | Partido Socialista Obrero Español (PSOE)                       | 939                                                  | 31,65  | 4     | 4           |             | - Alcalde: Francisco Rubio (PP) - Gobierno municipal: PP                                   |
|           | Librilla 13 concejales                  | - Alcaldesa: María del Mar Hernández (UPrL) - Gobierno municipal: UPrL                                       | Unión Progresista por Librilla (UPrL)                          | 925                                                  | 31,18  | 4     | 1           |             | - Alcalde: Francisco Rubio (PP) - Gobierno municipal: PP                                   |
|           | Pliego 11 concejales                    | - Alcalde: Pedro Noguera (PSOE) - Gobierno municipal: PSOE                                                   |                                                                | Partido Socialista Obrero Español (PSOE)             | 1068   | 44,37 | 5           | 1           | - Alcalde: Antonio Huéscar (PP) - Gobierno municipal: PP + Cs                              |
|           | Pliego 11 concejales                    | - Alcalde: Pedro Noguera (PSOE) - Gobierno municipal: PSOE                                                   | Partido Popular (PP)                                           | 1067                                                 | 44,33  | 5     | Sin cambios |             | - Alcalde: Antonio Huéscar (PP) - Gobierno municipal: PP + Cs                              |
|           | Pliego 11 concejales                    | - Alcalde: Pedro Noguera (PSOE) - Gobierno municipal: PSOE                                                   | Ciudadanos-Partido de la Ciudadanía (Cs)                       | 242                                                  | 10,05  | 1     | 1           |             | - Alcalde: Antonio Huéscar (PP) - Gobierno municipal: PP + Cs                              |
|           | Villanueva del Río Segura 11 concejales | - Alcalde: Jesús Mariano Viciana (PSOE) - Gobierno municipal: PSOE                                           |                                                                | Partido Socialista Obrero Español (PSOE)             | 915    | 57,08 | 6           | Sin cambios | - Alcalde: Jesús Mariano Viciana (PSOE) - Gobierno municipal: PSOE                         |
|           | Villanueva del Río Segura 11 concejales | - Alcalde: Jesús Mariano Viciana (PSOE) - Gobierno municipal: PSOE                                           | Partido Popular (PP)                                           | 676                                                  | 42,17  | 5     | Sin cambios |             | - Alcalde: Jesús Mariano Viciana (PSOE) - Gobierno municipal: PSOE                         |
|           | Campos del Río 11 concejales            | - Alcaldesa: María José Pérez (PSOE) - Gobierno municipal: PSOE                                              |                                                                | Partido Socialista Obrero Español (PSOE)             | 770    | 62,50 | 7           | 1           | - Alcaldesa: María José Pérez (PSOE) - Gobierno municipal: PSOE                            |
|           | Campos del Río 11 concejales            | - Alcaldesa: María José Pérez (PSOE) - Gobierno municipal: PSOE                                              | Partido Popular (PP)                                           | 419                                                  | 34,01  | 4     | 1           |             | - Alcaldesa: María José Pérez (PSOE) - Gobierno municipal: PSOE                            |
|           | Albudeite 9 concejales                  | - Alcalde: Jesús García (PP) - Gobierno municipal: PP                                                        |                                                                | Partido Socialista Obrero Español (PSOE)             | 449    | 44,54 | 4           | Sin cambios | - Alcalde: José Luis Casales (Cs) - Gobierno municipal: PP + Cs                            |
|           | Albudeite 9 concejales                  | - Alcalde: Jesús García (PP) - Gobierno municipal: PP                                                        | Partido Popular (PP)                                           | 434                                                  | 43,06  | 4     | 1           |             | - Alcalde: José Luis Casales (Cs) - Gobierno municipal: PP + Cs                            |
|           | Albudeite 9 concejales                  | - Alcalde: Jesús García (PP) - Gobierno municipal: PP                                                        | Ciudadanos-Partido de la Ciudadanía (Cs)                       | 119                                                  | 11,81  | 1     | Nuevo       |             | - Alcalde: José Luis Casales (Cs) - Gobierno municipal: PP + Cs                            |
|           | Ricote 9 concejales                     | - Alcalde: Celedonio Moreno (PSOE) - Gobierno municipal: PSOE                                                |                                                                | Partido Socialista Obrero Español (PSOE)             | 402    | 46,15 | 4           | 1           | - Alcalde: Rafael Guillamón (PP) - Gobierno municipal: PP                                  |
|           | Ricote 9 concejales                     | - Alcalde: Celedonio Moreno (PSOE) - Gobierno municipal: PSOE                                                | Partido Popular (PP)                                           | 267                                                  | 30,65  | 3     | Sin cambios |             | - Alcalde: Rafael Guillamón (PP) - Gobierno municipal: PP                                  |
|           | Ricote 9 concejales                     | - Alcalde: Celedonio Moreno (PSOE) - Gobierno municipal: PSOE                                                | Ciudadanos-Partido de la Ciudadanía (Cs)                       | 105                                                  | 12,06  | 1     | 1           |             | - Alcalde: Rafael Guillamón (PP) - Gobierno municipal: PP                                  |
|           | Ricote 9 concejales                     | - Alcalde: Celedonio Moreno (PSOE) - Gobierno municipal: PSOE                                                | Somos Región (Somos Región)                                    | 89                                                   | 10,22  | 1     | Nuevo       |             | - Alcalde: Rafael Guillamón (PP) - Gobierno municipal: PP                                  |
|           | Aledo 9 concejales                      | - Alcalde: Juan José Andreo (PSOE) - Gobierno municipal: PSOE                                                |                                                                | Partido Socialista Obrero Español (PSOE)             | 379    | 48,28 | 4           | Sin cambios | - Alcalde: Francisco Javier Andreo (Cs) - Gobierno municipal: Cs                           |
|           | Aledo 9 concejales                      | - Alcalde: Juan José Andreo (PSOE) - Gobierno municipal: PSOE                                                | Ciudadanos-Partido de la Ciudadanía (Cs)                       | 235                                                  | 29,94  | 3     | 3           |             | - Alcalde: Francisco Javier Andreo (Cs) - Gobierno municipal: Cs                           |
|           | Aledo 9 concejales                      | - Alcalde: Juan José Andreo (PSOE) - Gobierno municipal: PSOE                                                | Partido Popular (PP)                                           | 169                                                  | 21,53  | 2     | Sin cambios |             | - Alcalde: Francisco Javier Andreo (Cs) - Gobierno municipal: Cs                           |
|           | Ulea 7 concejales                       | - Alcalde: Víctor Manuel López (PP) - Gobierno municipal: PP                                                 |                                                                | Partido Popular (PP)                                 | 376    | 63,30 | 5           | Sin cambios | - Alcalde: Víctor Manuel López (PP) - Gobierno municipal: PP                               |
|           | Ulea 7 concejales                       | - Alcalde: Víctor Manuel López (PP) - Gobierno municipal: PP                                                 | Partido Socialista Obrero Español (PSOE)                       | 205                                                  | 34,51  | 2     | Sin cambios |             | - Alcalde: Víctor Manuel López (PP) - Gobierno municipal: PP                               |
|           | Ojós 7 concejales                       | - Alcalde: Pablo Melgarejo (PP) - Gobierno municipal: PP                                                     |                                                                | Partido Popular (PP)                                 | 232    | 50,00 | 4           | Sin cambios | - Alcalde: José Emilio Palazón (PP) - Gobierno municipal: PP                               |
|           | Ojós 7 concejales                       | - Alcalde: Pablo Melgarejo (PP) - Gobierno municipal: PP                                                     | Ciudadanos-Partido de la Ciudadanía (Cs)                       | 169                                                  | 36,42  | 2     | Sin cambios |             | - Alcalde: José Emilio Palazón (PP) - Gobierno municipal: PP                               |
|           | Ojós 7 concejales                       | - Alcalde: Pablo Melgarejo (PP) - Gobierno municipal: PP                                                     | Partido Socialista Obrero Español (PSOE)                       | 59                                                   | 12,72  | 1     | Sin cambios |             | - Alcalde: José Emilio Palazón (PP) - Gobierno municipal: PP                               |